# 2018年世界柔道選手権大会
2018年世界柔道選手権大会（第36回世界柔道選手権大会）は、2018年9月20日～27日にアゼルバイジャンのバクーで開催された世界柔道選手権大会。無差別を除いた男女7階級の個人戦と男女混合の団体戦が実施された。アゼルバイジャンでは初めての世界選手権開催となる。

## 大会結果

### 男子
| 階級         | 金                           | 銀                                 | 銅                                                          |
| ------------ | ---------------------------- | ---------------------------------- | ----------------------------------------------------------- |
| 60 kg以下級  | 高藤直寿                     | ロベルト・ムシビドバゼ             | 永山竜樹 アミラン・パピナシビリ                             |
| 66 kg以下級  | 阿部一二三                   | エルラン・セリクジャノフ           | ゲオルグリー・ザンタラヤ アン・バウル                       |
| 73 kg以下級  | 安昌林                       | 橋本壮市                           | ヒダヤト・ヘイダロフ モハマド・モハマディ                   |
| 81 kg以下級  | サイード・モラエイ           | 藤原崇太郎                         | アレクサンダー・ヴィーツェルツァック ヴェダト・アルバイラク |
| 90 kg以下級  | ニコロス・シェラザディシビリ | イバン・フェリペ・シルバ・モラレス | 長澤憲大 アクセル・クレルジュ                               |
| 100 kg以下級 | チョ・グハム                 | ヴァルラーム・リパルテリアニ       | ルハグバスレン・オトゴンバータル ニヤス・イリアソフ         |
| 100 kg超級   | グラム・ツシシビリ           | ウシャンギ・コカウリ               | 原沢久喜 ウルジバヤル・ドゥレンバヤル                       |

### 女子
| 階級        | 金                     | 銀                       | 銅                                                  |
| ----------- | ---------------------- | ------------------------ | --------------------------------------------------- |
| 48 kg以下級 | ダリア・ビロディド     | 渡名喜風南               | パウラ・パレト オトゴンツェツェグ・ガルバドラフ     |
| 52 kg以下級 | 阿部詩                 | 志々目愛                 | アマンディーヌ・ブシャール エリカ・ミランダ         |
| 57 kg以下級 | 芳田司                 | ネコダ・スミス＝デイビス | 出口クリスタ ドルジスレン・スミヤ                   |
| 63 kg以下級 | クラリス・アグベニュー | 田代未来                 | ティナ・トルステニャク ユール・フランセン           |
| 70 kg以下級 | 新井千鶴               | マリー＝エヴ・ガイエ     | 大野陽子 ジュリ・アルベアル                         |
| 78 kg以下級 | 濵田尚里               | フーシェ・ステーンハイス | マリンド・フェルケルク アレクサンドラ・バビンツェワ |
| 78 kg超級   | 朝比奈沙羅             | イダリス・オルティス     | カイラ・サイト ラリサ・ツェリッチ                   |

### 男女混合団体戦
| 開催年 | 優勝                                                                            | 2位 | 3位 | 3位 |
| 2018   | 日本 芳田司 玉置桃 立川新 大野陽子 向翔一郎 朝比奈沙羅 素根輝 原沢久喜 小川雄勢 | フランス プリシラ・ネト ギヨーム・シェヌ クラリス・アグベニュー マリー＝エヴ・ガイエ アクセル・クレルジュ アン＝ファトゥマタ・ンベロ アレクサンドル・イディア シリル・マレ | ロシア アナスタシア・コンキナ ムサ・モグシコフ アレナ・プロコペンコ ミハイル・イゴルニコフ アンジェラ・ガスパリアン イナル・タソエフ | 南北合同チーム 権柔貞 キム・ジナ 安昌林 アン・ジュンスン クォン・スンヨン 郭同韓 ハン・ミジン キム・ミンジョン |

### メダル獲得数の国別一覧
| 順   | 国・地域                 | 金 | 銀 | 銅 | 計 |
| ---- | ------------------------ | -- | -- | -- | -- |
| 1    | 日本                     | 8  | 5  | 4  | 17 |
| 2    | 韓国                     | 2  | 0  | 1  | 3  |
| 3    | フランス                 | 1  | 2  | 2  | 5  |
| 4    | ジョージア               | 1  | 1  | 1  | 3  |
| 5    | イラン                   | 1  | 0  | 1  | 2  |
| 5    | ウクライナ               | 1  | 0  | 1  | 2  |
| 7    | スペイン                 | 1  | 0  | 0  | 1  |
| 8    | キューバ                 | 0  | 2  | 0  | 2  |
| 9    | ロシア                   | 0  | 1  | 3  | 4  |
| 10   | オランダ                 | 0  | 1  | 2  | 3  |
| 11   | アゼルバイジャン         | 0  | 1  | 1  | 2  |
| 11   | カザフスタン             | 0  | 1  | 1  | 2  |
| 13   | イギリス                 | 0  | 1  | 0  | 1  |
| 14   | モンゴル                 | 0  | 0  | 3  | 3  |
| 15   | トルコ                   | 0  | 0  | 2  | 2  |
| 16   | アルゼンチン             | 0  | 0  | 1  | 1  |
| 16   | ボスニア・ヘルツェゴビナ | 0  | 0  | 1  | 1  |
| 16   | ブラジル                 | 0  | 0  | 1  | 1  |
| 16   | カナダ                   | 0  | 0  | 1  | 1  |
| 16   | コロンビア               | 0  | 0  | 1  | 1  |
| 16   | 南北合同チーム           | 0  | 0  | 1  | 1  |
| 16   | ドイツ                   | 0  | 0  | 1  | 1  |
| 16   | スロベニア               | 0  | 0  | 1  | 1  |
| 合計 | 合計                     | 15 | 15 | 30 | 60 |

## 優勝者の世界ランキング

### 男子
| 60 kg級   | 日本       | 高藤直寿                     | 4位  |
| 66 kg級   | 日本       | 阿部一二三                   | 2位  |
| 73㎏級    | 韓国       | 安昌林                       | 7位  |
| 81㎏級    | イラン     | サイード・モラエイ           | 1位  |
| 90㎏級    | スペイン   | ニコロス・シェラザディシビリ | 3位  |
| 100㎏級   | 韓国       | チョ・グハム                 | 10位 |
| 100㎏超級 | ジョージア | グラム・ツシシビリ           | 1位  |

### 女子
| 48 kg級   | ウクライナ | ダリア・ビロディド     | 3位  |
| 52 kg級   | 日本       | 阿部詩                 | 5位  |
| 57 kg級   | 日本       | 芳田司                 | 2位  |
| 63 kg級   | フランス   | クラリス・アグベニュー | 1位  |
| 70 kg級   | 日本       | 新井千鶴               | 6位  |
| 78 kg級   | 日本       | 濵田尚里               | 10位 |
| 78 kg超級 | 日本       | 朝比奈沙羅             | 3位  |

(出典、JudoInside.com)

## 世界ランキング1位の成績

### 男子
| 60 kg級    | 日本       | 永山竜樹                     | 銅メダル |
| 66 kg級    | イスラエル | タル・フリッカー             | 5位      |
| 73 kg級    | 日本       | 橋本壮市                     | 銀メダル |
| 81 kg級    | イラン     | サイード・モラエイ           | 金メダル |
| 90 kg級    | セルビア   | アレクサンダル・クコル       | 初戦敗退 |
| 100 kg級   | ジョージア | ヴァルラーム・リパルテリアニ | 銀メダル |
| 100 kg超級 | ジョージア | グラム・ツシシビリ           | 金メダル |

### 女子
| 48 kg級   | モンゴル | ムンフバット・ウランツェツェグ | 5位       |
| 52 kg級   | フランス | アマンディーヌ・ブシャール     | 銅メダル  |
| 57 kg級   | モンゴル | ドルジスレン・スミヤ           | 銅メダル  |
| 63 kg級   | フランス | クラリス・アグベニュー         | 金メダル  |
| 70 kg級   | ブラジル | マリア・ポルテラ               | 3回戦敗退 |
| 78 kg級   | オランダ | フーシェ・ステーンハイス       | 2位       |
| 78 kg超級 | 韓国     | 金珉程                         | 初戦敗退  |

(出典、JudoInside.com)

## 今大会での新ルール適用について
2018年1月のグランプリ・チュニスから東京オリンピックが開催される2020年まで、国際大会において新たなIJF試合審判規定が導入されることになった。ただし、今大会後にルールが再修正される余地が残された。なお、この試合審判規定は以下のような特徴を有する。
- 試合時間は男女とも4分とする。男子は2016年まで5分だったが、東京オリンピックでの男女混合団体戦の採用に伴い、試合時間を女子に合わせることに決めた。

- 技の評価は一本と技ありのみにする。よって有効は廃止される。(一本の基準は、相当な勢いとはずみを伴いながら相手の背を畳に付けること。間断なく転がしたローリングの場合は一本とみなす)。2017年に技あり合わせて一本が暫定的に廃止されたが、2018年からは復活することになった。技ありには従来の有効相当の判断も含まれる(両手か両肘を付いて着地した場合や、片肘や膝、尻などを着いた直後に背中が着いた場合も技ありとみなされる。さらには、肘と手で着地した場合も技ありが付与される)。

- 抑え込みは15秒で技ありだったが、10秒とする。一本は従来とおり20秒。

- 従来は指導4まで積み重なると反則負けになったが、それが指導3までに変更される。

- 本戦のみならず、GSにおいても技のポイントのみで勝敗が決せられる。そのため、従来のように指導差での勝利は認められない(ただし、本戦GSを問わず指導3まで積み重なった場合は反則負けとなる)。

- 下半身に手や腕が触れる行為は従来一発で反則負けを与えられていたが、他の反則同様指導1に変更される。

- 標準的でない変則組み手(クロスグリップやピストルグリップ、片襟や帯を掴む組み手など)になった場合、即座に攻撃しなければ指導を与えられる。

- 攻撃を試みなかったり防御に徹するなど、柔道精神に反する消極的な姿勢が見られた場合は指導が与えられる。

- 投げられた際にポイントになるのを避けようとしてブリッジの姿勢になった場合は一本とみなされる。また、投げられた際に頭部を使って逃れようとした場合は反則負けが与えられる(背負落もしくは膝付きの背負投、両袖からの袖釣込腰、両襟からの腰車などの場合、故意でなければ反則ではない)。

- 両者、立ち姿勢での絞め技や関節技は認められなくなった(飛び十字は認められない。その一方で、巴十字は認められる)。

- 裏固を有効な抑え込みと認める。一方、シバロック(一平返し)は腕を覆わないと認められなくなった。変形送襟絞(ボウアンドアローチョーク)などの絞技・関節技で相手の脚を過度に伸張させることは禁じられる。肩三角グリップは寝技の時のみ認められる。ただし、相手の身体を両脚で固定した場合は待てが掛かる。

- 返し技において、畳に着地した際の衝撃を利用して返し技を仕掛けることは認められない。先に畳に背を付けてから返し技を繰り出してもポイントにはならない。

- 攻防を伴った寝技から立ち技への移行が認められることになった。以前はこのような状況では待てがかかっていた。寝技から立ち技に移行した際に下半身に触れていた場合、指導は与えられず待てが掛かる。

- 時間稼ぎが目的で柔道衣もしくは帯を乱したと認められた選手には指導が与えられる。

- 両者反則負けが導入されることになった(決勝で両者反則負けが言い渡された場合はともに2位、3位決定戦ではともに5位、準々決勝以前では両者失格となる)

- 主審に大きなミスが認められない限り、ジュリーやスーパーバイザーはできる限り判定に介入しない。

## 賞金
今大会は前回同様、個人戦の優勝者に2万800ドル、そのコーチに5200ドル、2位に1万2千ドル、そのコーチに3千ドル、3位に6400ドル、そのコーチに1600ドル、団体戦の優勝チームに7万2千ドル、そのコーチに1万8千ドル、2位に4万8千ドル、そのコーチに1万2千ドル、3位に2万ドル、そのコーチに5千ドルがそれぞれ与えられた。

## 大会記録
今大会に出場した日本の女子選手は全7階級で決勝に進出して5名が金メダル、さらには9名全員がメダルを獲得した。全階級でメダルを獲得したのは2010年と2011年に続いて3度目となった。出場選手全員がメダルを獲得したのは、1980年に女子の世界選手権が始まって以来、史上初となる。

## トラブル
アゼルバイジャンとの領土紛争を抱えるアルメニアは、73㎏級のヨーロッパチャンピオンであるフェルディナンド・カラペティアンを含めた選手団の安全が保障できないとしてアゼルバイジャン当局からビザ発給がなされず、今大会に参加できなかった。

## 大統領らの来訪
今大会の個人戦には地元アゼルバイジャン大統領のイルハム・アリエフとモンゴル大統領でモンゴル柔道連盟会長のハルトマーギーン・バトトルガが観戦に訪れた。さらに最終日の団体戦では、柔道愛好家で知られるロシア大統領のウラジーミル・プーチンも会場に訪れて、イルハム・アリエフ及びハルトマーギーン・バトトルガとともに大会の模様を観戦した。

## 備考
- 今大会のマスコットはバビールという名のコーカサスヒョウが選ばれた[21]。

- イスラエルの選手がユダヤ教の宗教行事であるヨム・キプル(9月18日－19日) により大会に参加できなくなるのを避けるために、当初の大会開始日を4日ほど遅らせることになった[22][23]。

- 今大会の男女混合団体戦において、韓国と北朝鮮が統一旗の下で合同チーム「コリア」を結成することになった。男女混合団体戦は通常12名のエントリーだが、今回は特別に18名のエントリーが認められた。そのうち北朝鮮から男子3名、女子4名が加わった[24][25]。大会では準決勝で日本チームに0－4で敗れるも、3位決定戦でドイツチームを4－0で破って3位になった[26]。

## 日本での放送
今大会はフジテレビ系列で放送された。ナビゲーターを野村忠宏、解説を平岡拓晃、秋本啓之、佐藤愛子、中継キャスターを宮司愛海、実況を鈴木芳彦、西岡孝洋、森昭一郎、中村光宏、リポーターを松山三四六がそれぞれ担当した。BSフジでも各階級開催日翌日に放映された。